# جیم آبراهامز
جیم آبراهامز (انگلیسی: Jim Abrahams؛ ۱۰ مهٔ ۱۹۴۴ – ۲۶ نوامبر ۲۰۲۴) فیلم‌نامه‌نویس، کارگردان و  تهیه‌کننده اهل ایالات متحده آمریکا بود.

## فیلم‌شناسی
- فیلم کنتاکی فراید (۱۹۷۷؛ نویسنده به‌همراه دیوید زاکر و جری زاکر)
- هواپیما! (۱۹۸۰؛ دستیار کارگردان و نویسنده به‌همراه دیوید زاکر)
- فوق سری! (۱۹۸۴؛ کارگردان به همراه دیوید زاکر و جری زاکر)
- کسب و کار بزرگ (۱۹۸۸؛ کارگردان)
- در آغاز آسیب‌نزن (۱۹۹۷؛ کارگردان)
- اسکری مووی ۴ (۲۰۰۶؛ دستیار نویسنده به‌همراه کریگ مازن)

## درگذشت
آبراهامز در ۲۶ نوامبر ۲۰۲۴، در خانه خود در سانتا مونیکا، کالیفرنیا درگذشت.